# Stadsbrand van Schoonhoven (1321)
De stadsbrand van 1321 behoort tot de grootste stadsbranden die de Nederlandse stad Schoonhoven hebben getroffen. 
Op Sint Michiel (29 september) in het jaar 1321 brandde de stad Schoonhoven bijna in zijn geheel af.  